# Burgwall Quadenschönfeld
Der Burgwall von Quadenschönfeld ist ein Bodendenkmal bei Quadenschönfeld, einem Ortsteil der Gemeinde Möllenbeck im Landkreis Mecklenburgische Seenplatte.

## Lage
Der slawische Burgwall liegt direkt an einem alten Bahndamm auf einer natürlichen Anhöhe am Nordrand des Schlavenkentals. Dort befindet sich auch ein verlandeter See. Der Bahndamm führt von einem Restaurant an der Straße von Burg Stargard nach Stolpe direkt zur Burganlage. Diese ist von der Straße aus fußläufig nach etwa 1,5 Kilometern auf dem Damm in Richtung Wald zu erreichen. Kurz bevor der hochliegende Bahndamm den ehemaligen See durchquert, liegt der 2 Hektar große Burgwall auf der linken Seite oberhalb einer Anhöhe.

## Burganlage
Die Burg datiert aus dem 8. bis 9. Jahrhundert. Sie besteht aus einer Vorburg mit zwei großen sichtbaren Toren und einer Hauptburg. Der Wall der Vorburg ist circa 100 Meter lang und leicht bogenförmig. Vor dem Wall befindet sich ein bis zu 7 Meter breiter Graben, der teilweise noch Wasser enthält. Die Wälle sind heute noch bis zu 4 Meter hoch.
Unweit des Walles der Vorburg befindet sich der Wall der Hauptburg. Er hat fast das gleiche Aussehen und die gleichen Dimensionen wie der Wall der Vorburg. Eindeutige Toranlagen lassen sich hier aber kaum erkennen, dennoch wird es sie gegeben haben. Die gesamte Burganlage war eine wilzische Höhenburg, die an drei Seiten durch steil abfallende Böschungen auf natürliche Weise geschützt war.

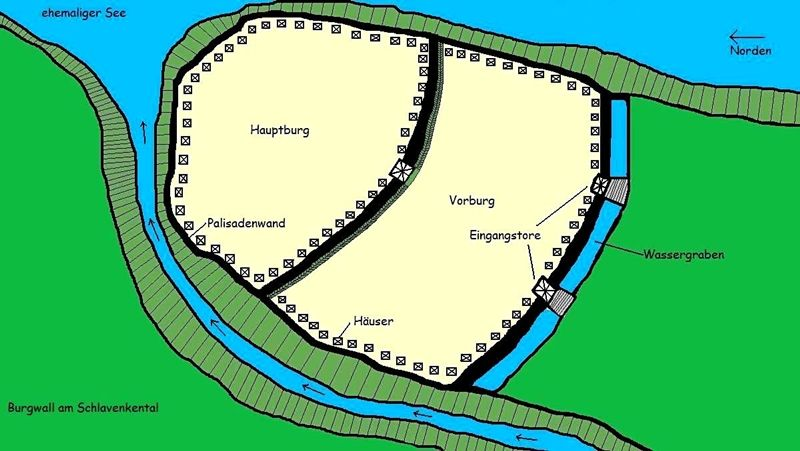
Lageplan, Rekonstruktionsskizze
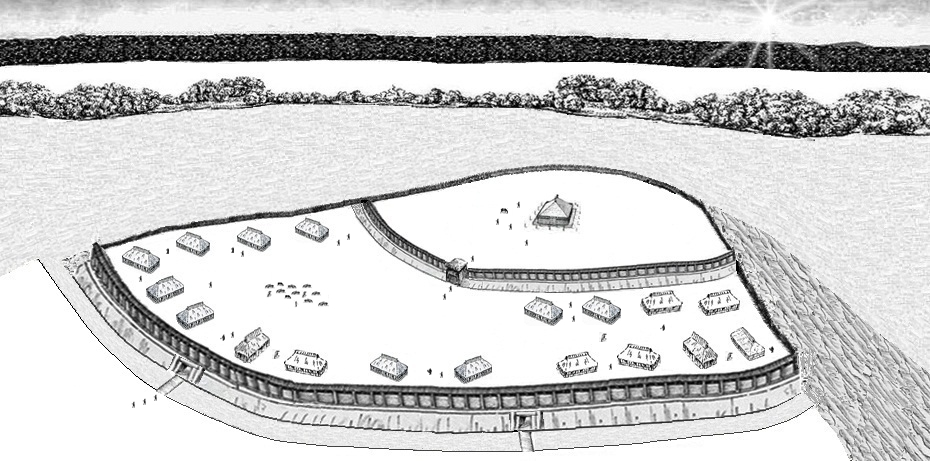
Skizze der Burganlage